# Kmalu bo konec sveta
Kmalu bo konec sveta (srbohrvaško Biće skoro propast sveta) je jugoslovanski dramski film iz leta 1968, ki ga je režiral in zanj napisal tudi scenarij Aleksandar Petrović, delno temelji na romanu Besi Fjodora Dostojevskega. V glavnih vlogah nastopajo Annie Girardot, Ivan Palúch, Gidra Bojanić, Eva Ras in Mija Aleksić. Film je značilni film noire, pri katerem zgodba ni glavno sporočilo filma, ampak je to boj med dobrim in zlim.
Film je bil premierno prikazan 30. oktobra 1968 v jugoslovanskih kinematografih in je naletel na dobre ocene kritikov, na Puljskem filmskem festivalu pa je bil nagrajen s srebrno areno za tretji najboljši film. Na Filmskem festivalu v Cannesuu je bil nominiran za glavno nagrado zlata palma, izbran je bil tudi za jugoslovanskega kandidata za oskarja za najboljši tujejezični film na 41. podelitvi, toda ni prišel v ožji izbor.

## Vloge
- Ani Žirardo kot Reza
- Ivan Palih kot Triša
- Mija Aleksić kot Joška
- Eva Ras kot Goca
- Dragomir Bojanić Gidra kot pilot Mile Simić »Milanče«
- Petar Banićević kot Joškin prijatelj
- Božidar Pavićević Longa kot avtomehanik
- Stole Aranđelović kot sprevodnik
- Marko Nikolić kot Aziz
- Milivoje Tomić kot vaščan
- Zlatibor Stoimirov kot gost v kavarni
- Toša Jovanović kot violinist
- Đorđe Vladisavljević kot basist